# دوجلاس ماك جراس
دوجلاس ماك جراس (بالإنجليزية: Douglas McGrath)‏ هو كاتب سيناريو ومخرج وممثل أمريكي، ولد في 2 فبراير 1958 بنيويورك في الولايات المتحدة.

## أعمال

### أفلام
- (1976) أوت لاو جوسي ويلز
- (1994) رصاص في برودواي[6][7]
- (1994) كويز شو
- (1996) إيما[8]
- (1998) السعادة[9]
- (1998) شهرة[10]
- (1999) المطلع[11]
- (2001) أشباح المريخ[12]
- (2006) مشين
- (2007) مايكل كلايتون[13]

## ترشيحات
- جائزة الأوسكار لأفضل كتابة، عن عمل: رصاص في برودواي

## وصلات خارجية
- دوجلاس ماك جراس على موقع IMDb (الإنجليزية)
- دوجلاس ماك جراس على موقع ألو سيني (الفرنسية)
- دوجلاس ماك جراس على موقع أول موفي (الإنجليزية)
- دوجلاس ماك جراس على موقع بوكس أوفيس موجو (الإنجليزية)
- دوجلاس ماك جراس على موقع قاعدة بيانات برودواي على الإنترنت (الإنجليزية)
- دوجلاس ماك جراس على موقع قاعدة بيانات الأفلام السويدية (السويدية)
- دوجلاس ماك جراس على موقع قاعدة بيانات الفيلم (الإنجليزية)
- دوجلاس ماك جراس على موقع كينوبويسك (الروسية)